# Congrès pour la République (Tunisie)
Pour les articles homonymes, voir Congrès pour la République (Niger) et CPR.
Le Congrès pour la République (arabe : المؤتمر من أجل الجمهورية transcrit en el-Moʾtamar min ājl el-Jomhūriya) ou CPR, aussi connu sous le nom d'El Mottamar, est un parti politique tunisien fondé en 2001 par Moncef Marzouki, président de la Ligue tunisienne des droits de l'homme de 1989 à 1994 puis président de la République de 2011 à 2014.
En 2016, il est annoncé que le parti intègrerait le Mouvement Tunisie Volonté lancé par Marzouki, ce qu'une faction du parti conteste avant que la justice n'annule la décision dans la foulée. En 2017, le parti annonce que la justice confirme la décision de fusion, ce qui met fin à l'existence légale du parti, mais Ben Amor et ses partisans continuent à s'en réclamer et présentent une liste lors de la législative partielle dans la circonscription d'Allemagne portant le nom du parti. Le parti présente des listes dans 18 circonscriptions sur 33 lors des élections législatives de 2019.

## Histoire

### Fondation
La fondation du CPR est déclarée le 24 juillet 2001 par 31 personnes dont Moncef Marzouki (président), Naziha Réjiba alias Oum Zied (secrétaire générale), Abderraouf Ayadi (vice-président), Samir Ben Amor (trésorier), Mohamed Chakroun (président d'honneur), les avocats Mohamed Abbou et Salim Ben Hamidane, ainsi que l'universitaire Fethi Jerbi.
Dans sa déclaration constitutive, le CPR se donne pour but l'instauration « pour la première fois en Tunisie » d'un régime républicain garantissant la liberté d'expression, d'association et de manifestation ainsi que la tenue d'élections libres, honnêtes et garanties par des observateurs nationaux et internationaux. Le CPR appelle aussi à la promulgation d'une nouvelle Constitution instaurant la stricte séparation des pouvoirs exécutif, législatif et judiciaire, le respect des droits de l'homme et l'égalité des genres. De plus, le CPR appelle à la « renégociation » des engagements tunisiens envers l'Union européenne et au soutien des droits des peuples à l'autodétermination, plus particulièrement au soutien du peuple palestinien.

### Années 2000
En 2002, sous le régime du président Zine el-Abidine Ben Ali, le CPR est interdit et ses cadres sont contraints à l'exil. Cependant, le parti continue à exister en France jusqu'en 2011.
En 2005, le CPR participe à une grève de la faim et rejoint, en signe de contestation du pouvoir, le Mouvement du 18-Octobre pour les libertés, aux côtés entre autres du parti Ennahdha, du Parti démocrate progressiste et du Parti communiste des ouvriers de Tunisie,.

### Après la révolution
À la suite de la fuite du président Ben Ali et de la chute de son régime durant la révolution tunisienne, les cadres exilés du CPR rentrent en Tunisie le 18 janvier 2011 et Moncef Marzouki annonce sa candidature aux prochaines élections présidentielles. La légalisation du parti est finalement annoncée le 8 mars.

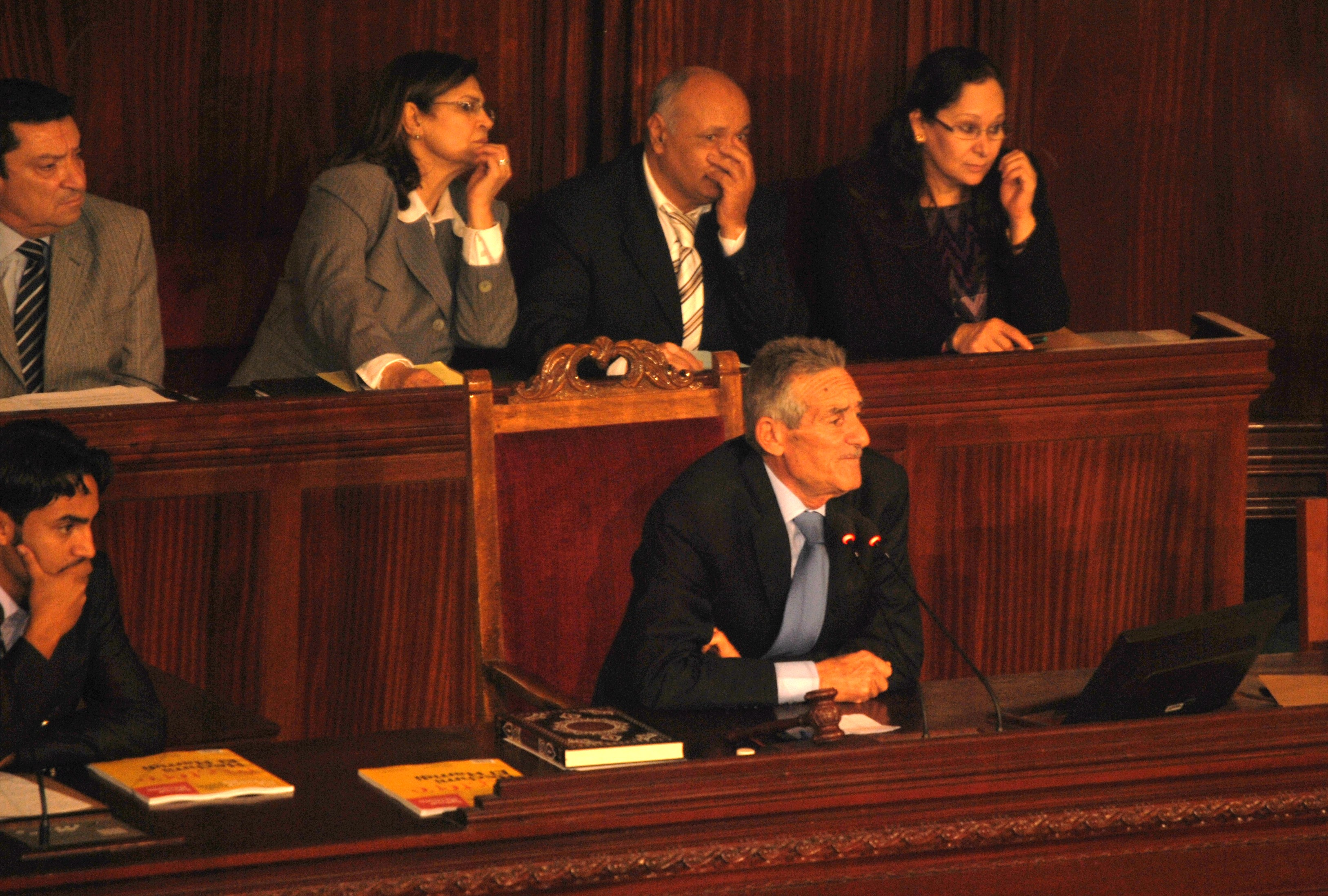
Tahar Hmila, premier président du groupe parlementaire

Lors de l'élection de l'Assemblée constituante, le 23 octobre, le CPR s'impose comme la deuxième force politique du pays avec 29 sièges sur 217. Le groupe parlementaire du Congrès pour la République à l'Assemblée constituante est formé le 22 novembre, date de la première réunion de l'Assemblée. Il se compose de tous les élus appartenant au parti, soit 29 membres, dirigés par un président, Tahar Hmila, et un vice-président.
Le président du parti, Moncef Marzouki, est élu le 12 décembre comme président de la République par l'Assemblée. Contraint par la loi portant organisation provisoire des pouvoirs publics à démissionner de son parti, les médias annoncent qu'il laisse la présidence à son numéro deux, Abderraouf Ayadi. Cependant, le 15 décembre, il est annoncé que Hmila devient secrétaire général par intérim. Finalement, le 21 décembre, le parti confirme la nomination d'Ayadi en tant que secrétaire général par intérim. À la suite des propos du président du groupe parlementaire, Tahar Hmila, celui-ci est révoqué le 23 décembre et remplacé par Hasna Marsit, vice-présidente. Le 1er février 2012, Samir Ben Amor la remplace jusqu'à sa démission le 6 mars, date à laquelle il est remplacé par Haythem Belgacem.
Le 19 avril 2012, Abderraouf Ayadi est démis de ses fonctions « suite à ses prises de position contraires aux principes du parti et aux décisions prises, sans consultation du bureau politique » ; Belgacem le remplace comme secrétaire général à titre intérimaire. Le 9 mai, un groupe de dissidents dont il fait partie quitte le CPR et annonce la formation d'un nouveau parti dénommé Wafa et un nouveau groupe à l'Assemblée constituante, : douze constituants quittent le groupe parlementaire du Congrès pour la République pour former le nouveau groupe du mouvement Wafa.
Le 13 mai, Mohamed Abbou est élu nouveau secrétaire général. Au terme du deuxième congrès national du parti, tenu du 24 au 26 août, Abbou est confirmé comme secrétaire général alors que nombre de conseillers de Moncef Marzouki ne parviennent pas à être élus dans les diverses instances. Abbou présente sa démission de son parti le 17 février 2013 avec l'intention de créer un nouveau parti social-démocrate, avant de se raviser le 22 février puis de démissionner à nouveau le 14 mars. Il est remplacé par Imed Daïmi désigné le 31 mars.
Lors des élections législatives du 26 octobre 2014, destinées à élire la première Assemblée des représentants du peuple (ARP), le CPR se place en sixième position en ne totalisant que 72 942 voix, soit 2,14 % du total des suffrages exprimés, et ne décroche que quatre sièges sur les 217 que compte l'ARP.
Le 14 février 2016, le parti annonce sa fusion avec le Mouvement Tunisie Volonté. Cependant, des dirigeants du CPR, dont Samir Ben Amor et Abdelwahab Maatar, refusent la fusion. Le 22 février, Ben Amor annonce la mise en place d'une direction provisoire, dont il se dit à la tête, et d'un dépôt de plainte contre Daïmi et ceux souhaitant une fusion avec le MTV, avec qui il dit n'avoir « aucun lien ». Après une procédure en référé le 26 février 2016, le procès est initialement fixé au 23 mars. Cependant, le 4 mars, le tribunal de première instance de Tunis invalide le congrès extraordinaire ayant conduit à la fusion. Dans la foulée, la faction opposée à la fusion retire la confiance au secrétaire général Daïmi et désigne Ben Amor à sa place. Le 3 mai, les dissidents annoncent un congrès pour le 25 juillet. Le 10 juin 2016, Ben Amor porte plainte contre Daïmi pour avoir transféré les biens du CPR au MTV.
Le refus de la fusion est confirmé en appel le 21 juin.
Le 2 janvier 2017, le Congrès pour la République annonce que la justice confirme la décision de la fusion avec le Mouvement Tunisie Volonté, ce qui met fin à l'existence légale du parti. Le 11 septembre, malgré la disparition du parti, la faction de Ben Amor signe un communiqué au nom du parti, s'inquiétant des retards à la mise en place des dispositions constitutionnelles liées aux élections locales et à la Cour constitutionnelle.
Malgré cette décision judiciaire, le parti participe aux élections législatives partielles pour la circonscription d'Allemagne en décembre 2017 et Samir Ben Amor continue à se considérer comme étant toujours à la tête du parti.
Pour les élections législatives de 2019, le parti présente des listes dans 18 circonscriptions sur 33 et ne recueille que 0,31 % des voix, sans donc obtenir de sièges à l'ARP.

## Dirigeants

### Leaders
| Période                          | Nom              | Titre                                                           |
| -------------------------------- | ---------------- | --------------------------------------------------------------- |
| 24 juillet 2001-13 décembre 2011 | Moncef Marzouki  | Président                                                       |
| 24 juillet 2001-13 décembre 2011 | Naziha Réjiba    | Secrétaire générale                                             |
| 15 décembre-21 décembre 2011     | Tahar Hmila      | Secrétaire général par intérim                                  |
| 21 décembre 2011-19 avril 2012   | Abderraouf Ayadi | Secrétaire général par intérim                                  |
| 19 avril-13 mai 2012             | Haythem Belgacem | Secrétaire général par intérim                                  |
| 13 mai 2012-14 mars 2013         | Mohamed Abbou    | Secrétaire général                                              |
| 31 mars 2013-2 janvier 2017      | Imed Daïmi       | Secrétaire général (disputé à partir du 27 mars 2016)           |
| 27 mars 2016-?                   | Samir Ben Amor   | Secrétaire général puis président du comité politique (disputé) |

### Dernier bureau politique
- Secrétaire général (disputé à partir de 2016) : Imed Daïmi (2013-2017) et Samir Ben Amor (2016- ) ;
- Membres : Salim Ben Hamidane, Adnen Manser, Sihem Badi, Amor Chetoui, Tarek Kahlaoui, Haythem Belgacem et Abdelwahab Maatar[24].

Hédi Ben Abbès remet sa démission pour cause de divergences profondes dans la vision politique du parti le 26 juillet 2013. Aziz Krichen fait de même le 19 décembre.

### Figures
- Moncef Marzouki, président de la République entre 2011 et 2014
- Imed Daïmi, chef du cabinet du président de la République de 2011 à 2013 et secrétaire général du parti
- Sihem Badi, ministre des Affaires de la femme dans les gouvernements Jebali puis Larayedh
- Salim Ben Hamidane, ministre des Domaines de l'État et des Affaires foncières dans les gouvernements Jebali puis Larayedh
- Abdelwahab Maatar, ministre de la Formation professionnelle et de l'Emploi dans les gouvernements Jebali puis Larayedh
- Mohamed Abbou, ministre auprès du chef du gouvernement chargé de la Réforme administrative dans le gouvernement Jebali
- Hédi Ben Abbès, secrétaire d'État auprès du ministre des Affaires étrangères chargé des Affaires de l'Amérique et de l'Asie dans le gouvernement Jebali
- Hichem Ben Jemaa, secrétaire d'État auprès du ministre de la Jeunesse et des Sports dans le gouvernement Jebali

## Résultats électoraux

### Élections législatives
| Année   | Voix    | %      | Rang | Sièges   | Gouvernements                                       |
| ------- | ------- | ------ | ---- | -------- | --------------------------------------------------- |
| 2011 AC | 353 041 | 8,71 % | 2e   | 29 / 217 | Troïka : Jebali (2011-2013) et Larayedh (2013-2014) |
| 2014    | 72 942  | 2,14 % | 6e   | 4 / 217  | Opposition                                          |
| 2019    | 8 869   | 0,31 % | 29e  | 0 / 217  | Extra-parlementaire                                 |

### Élections présidentielles
| Année            | Candidat        | 1er tour  | 1er tour | 1er tour | 2d tour   | 2d tour | 2d tour |
| Année            | Candidat        | Voix      | %        | Rang     | Voix      | %       | Rang    |
| ---------------- | --------------- | --------- | -------- | -------- | --------- | ------- | ------- |
| 2011 (indirecte) | Moncef Marzouki | 153 / 217 | 75,74 %  | 1er      | -         | -       | Élu     |
| 2014             | Moncef Marzouki | 1 092 418 | 33,43 %  | 2e       | 1 378 513 | 44,32 % | Battu   |